# Prince Vaillant (film, 1954)
Pour les articles homonymes, voir Prince Vaillant.
Pour plus de détails, voir Fiche technique et Distribution.

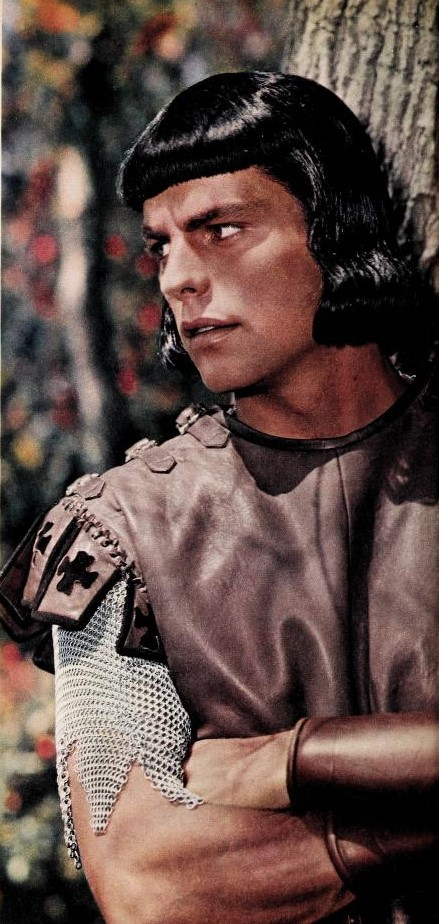
Robert Wagner

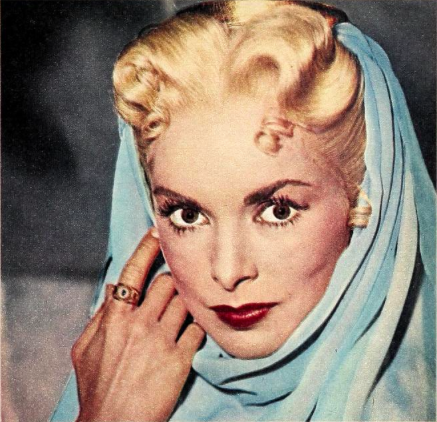
Janet Leigh

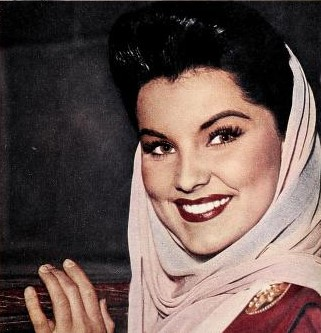
Debra Paget

Prince Vaillant (Prince Valiant) est un film américain (inspiré de la bande dessinée éponyme), réalisé par Henry Hathaway, sorti en 1954.
Il entre dans la catégorie des films d'aventures comme La Lance brisée, Ivanhoé (film, 1952) ou Les Chevaliers de la Table ronde (film, 1953) sorti l'année suivante. C'est un grand classique des années 50 qui symbolise aussi une autre époque, romantique, de l'Âge d'Or Hollywoodien.

## Synopsis
Un traître veut aider les envahisseurs nordiques à s'emparer du royaume du roi Arthur. Un jeune prince s'y oppose.

## Fiche technique
- Titre : Prince Vaillant
- Titre original : Prince Valiant
- Réalisation : Henry Hathaway, assisté de Richard Talmadge et Gerd Oswald (non crédité)
- Scénario : Dudley Nichols d'après la B.D. de Harold Foster
- Production : Robert L. Jacks
- Société de production : Twentieth Century Fox
- Musique : Franz Waxman
- Photographie : Lucien Ballard
- Montage : Robert Simpson
- Direction artistique : Mark-Lee Kirk et Lyle R. Wheeler
- Décorateur de plateau : Stuart A. Reiss et Walter M. Scott
- Costumes : Charles Le Maire et Sam Benson
- Pays d'origine : États-Unis
- Format : Couleurs (Technicolor) - Son : 4-Track Stereo (Western Electric Recording)
- Genre : Aventure
- Durée : 100 minutes
- Dates de sortie :
  - États-Unis : 5 avril 1954
  - France : 25 avril 1954
- Version française enregistrée au studio Fox-Europa à Saint Ouen, sous la direction de Nicolas Katkoff
- Adaptation française : Jacques Monteux
- Montage sonore : J. M. Bary
- Son : Robert Bourgoin
- Affiche : Boris Grinsson (France)

## Distribution
- James Mason (VF : Jacques Erwin) : Sir Brack
- Janet Leigh (VF : Claude Winter) : Princesse Aleta
- Robert Wagner (VF : Jean Piat) : Prince Vaillant
- Debra Paget (VF : Arlette Thomas) : Ilene
- Sterling Hayden (VF : Claude Peran) : Sir Gauvain
- Victor McLaglen (VF : Marcel Raine) : Boltar
- Donald Crisp  (V.F : Maurice Pierrat) : Roi Aguar
- Barry Jones (VF : Paul Ville) : Roi Luc, père d'Aleta
- Tom Conway (VF : Jean Violette) : Sir Kay
- Howard Wendell (VF : Gérard Férat) : Messire Todd, médecin du roi
- Neville Brand (VF : Pierre Morin) : chef Viking
- Brian Aherne (VF : Raymond Rognoni) : roi Arthur
- Mary Philips  (V.F : Lucienne Givry) : la Reine Mère
- Primo Carnera (V.F : Fernand Rauzena)  : Sligon
- Don Megowan (V.F : Roger Rudel) : Lancelot du lac
- Carleton Young (V.F : Roger Treville) : Maréchal de lice
- Ben Wright  (V.F : Pierre Morin) : Sénéchal De Sligon

Acteurs non crédités
- Hal Baylor : Gardien de prison
- John Davidson, Tudor Owen : Patriarches
- Roger Tréville : Narrateur (V.F)

## DVD
- Le film est sorti en DVD en 2004[3] puis en 2008[4] et de nouveau le 16 juillet 2010, édité par Wild Side Vidéo, et distribué par Universal Studiocanal Vidéo au format 2.55:1 panoramique 16/9 en français et anglais mono 2.0 avec sous-titres français. Le master a été restauré à partir d'une nouvelle source HD. En supplément, un court-métrage d'entretien de 13 minutes entre Patrick Brion et Doug Headline, l'éditeur de la BD de Prince Vaillant en France sur Henry Hathaway[5], est fourni.

## Formes dérivées
- Une adaptation en BD comic-book, inspirée du film, existe[6].
- Une série en animation sort en 1993[7].
- Un remake du film a été réalisé en 1997[7].